# بين إتش. ماهون
بين إتش. ماهون هو سياسي أمريكي، (و. 1888 – 1924 م). نشط حزبياً في الحزب الجمهوري. وقد انتخب عضو جمعية ولاية ويسكونسن ‏ وانتخب عضو مجلس ولاية ويسكونسن ‏.